# Anna Kalinskaja
Anna Nikolajevna Kalinskaja (in russo Анна Николаевна Калинская?; Mosca, 2 dicembre 1998) è una tennista russa.
Ha vinto 7 titoli in singolare e 9 titoli nel doppio nel circuito ITF in carriera, e tre titoli WTA nel doppio.

## Carriera
Nel 2014 gioca il suo primo match in carriera a livello WTA: alla Kremlin Cup le viene offerta una wild-card per partecipare alle qualificazioni. Tuttavia, viene subito sconfitta dalla connazionale Polina Monova per 3-6 6(3)-7.

### 2015: prime finali ITF
Anna gioca a Plantation il primo ITF della carriera: perde al primo turno di qualificazioni da Maria Elena Camerin per 2-6 4-6. Ad Antalya ottiene le prime vittorie: passa le qualificazioni e ottiene il primo successo in un main draw ITF contro Cemre Anil (6-1 6-3). Esce di scena al secondo turno contro la francese Caroline Romeo in due set. Sempre ad Antalya, nel mese di aprile, ottiene la prima finale ITF della carriera, partendo dalle qualificazioni. Nell'ultimo atto cede a Jia-Jing Lu (testa di serie numero 1) per 2-6 0-6. Le viene concessa una wild card per disputare le qualificazioni alla Kremlin Cup: a differenza dell'anno precedente, questa volta riesce a passare il primo turno contro Yuliya Beygelzimer (centrando la prima vittoria su una top-200 in carriera). Nell'ultimo turno viene battuta da Daria Kasatkina, per 4-6 3-6.
Nel finale dell'anno, trova 2 buoni risultati a livello ITF: a El Kantouri, centra la semifinale, nella quale è costretta a ritirarsi. Nella settimana successiva, raggiunge la finale nella stessa location, non giocandola per walkover.
Chiude l'anno in posizione 681.

### 2016: 4 titoli ITF e top-200
Comincia l'anno disputando le qualificazioni per il Premier di San Pietroburgo, nel quale le viene data una wild card. Perde subito da Katerina Siniakova (nº109 del mondo) con lo score di 6-4 3-6 2-6. A Manama ottiene la terza finale ITF della carriera. Ancora una volta, nell'ultimo atto si arrende, questa volta a Tereza Mihalikova (5-7 1-6). Si rifà a fine aprile, quando vince il primo titolo ITF della carriera in quel di Shymkent (senza cedere un set), sconfiggendo in finale Ilona Kremen (6-4 6-2).
Sulla terra di Minsk, vince il secondo titolo della stagione, battendo Vera Lapko nell'ultimo atto. La settimana dopo, sempre nella capitale bielorussa, trova la finale, questa volta persa contro Valentini Grammatikopoulou (3-6 1-4, ritiro).
A luglio arriva il terzo titolo ITF stagionale, colto ad Aschaffenburg superando in finale Dalila Jakupovic per 6-3 2-6 6-2.
A Plzen, arriva la quinta finale ITF della stagione; nella circostanza, viene sconfitta da Natalia Viklyantseva. A Kharkiv vince il quarto titolo ITF, vendicandosi su Grammatikopoulou (6-4 1-6 6-1). Grazie a questi risultati, entra tra le prime 200 del mondo.
Prova le qualificazioni al WTA di Linz: supera Elitsa Kostova prima di venir eliminata da Oceane Dodin.
A Mosca, le viene offerta una wild card per il tabellone principale: gioca contro Kiki Mladenovic il primo match in carriera in un main draw WTA; perde per 4-6 2-6.
Chiude l'annata raggiungendo la finale nell'ITF di Minsk, dove si ritira prima di scendere in campo contro Anastasia Frolova.
Termina l'anno al numero 199 del mondo.

### 2017: 5º titolo ITF e primi main draw WTA

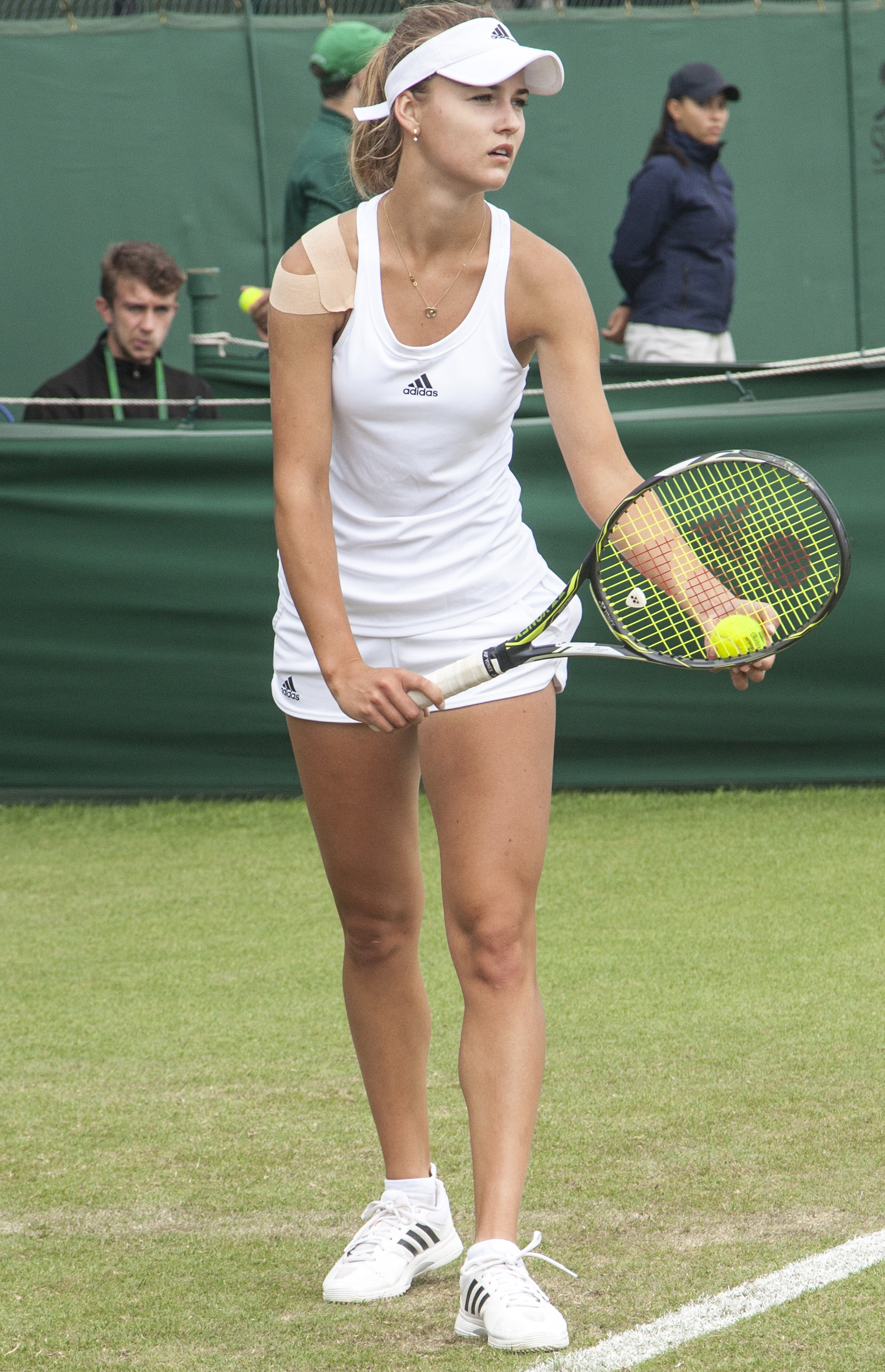
Anna Kalinskaja a Wimbledon nel 2017

In gennaio, disputa le prime qualificazioni slam della carriera all'Australian Open, dove viene subito estromessa da Stefanie Voegele in tre set. A San Pietroburgo le viene offerta una wild card per il main draw; al primo turno viene battuta da Daria Gavrilova in due set. Dopo una semifinale ITF in quel di Altenkirchen, si presenta al WTA di Kuala Lumpur. Nella circostanza, supera le qualificazioni su Lykina e Jakupovic, mentre nel tabellone principale ottiene il primo successo WTA in carriera contro Caroline Garcia (tds nº3 e nº 23 del mondo). Al secondo turno si arrende a Xinyun Han in due set netti. Quella contro Garcia è la prima vittoria su una top-50 centrata da Kalinskaja.
Si qualifica anche nel main draw di Istanbul, eliminando Ipek Oz e Viktoria Kamenskaya. Al primo turno batte Ka-Chen Chang per 6-1 6-3 mentre al secondo turno viene sconfitta da Dayana Yastremska per 1-6 4-6. Né a Praga né a Parigi passa le qualificazioni, mentre a 'S-Hertogenbosch le viene offerta una wild-card per il tabellone principale. Viene tuttavia estromessa subito da Aliaksandra Sasnovich per 3-6 4-6. Si qualifica al Mallorca Open, battendo Kostyuk e Witthoeft; al primo turno viene fermata da Mona Barthel per 6(6)-7 4-6.
Non passa le qualificazioni a Wimbledon (subito eliminata da Françoise Abanda); a Gstaad riesce a superare le quali sconfiggendo Rosatello e Perrin. Al primo turno supera Rebeka Masarova in tre set lottati mentre al secondo turno si ferma contro Anett Kontaveit (4-6 6-4 4-6).
Prova le qualificazioni agli US Open ma cede subito a Junri Namigata per 5-7 1-6. A Batumi, coglie la prima finale ITF dell'anno, persa contro Nigina Abduraimova in tre set. Dopo aver fallito le qualificazioni al Tashkent Open, vince il primo ITF stagionale a Obidos battendo in finale Magdalena Frech con lo score di 6-3 6-3.
Termina l'anno al numero 146 del mondo.

### 2018

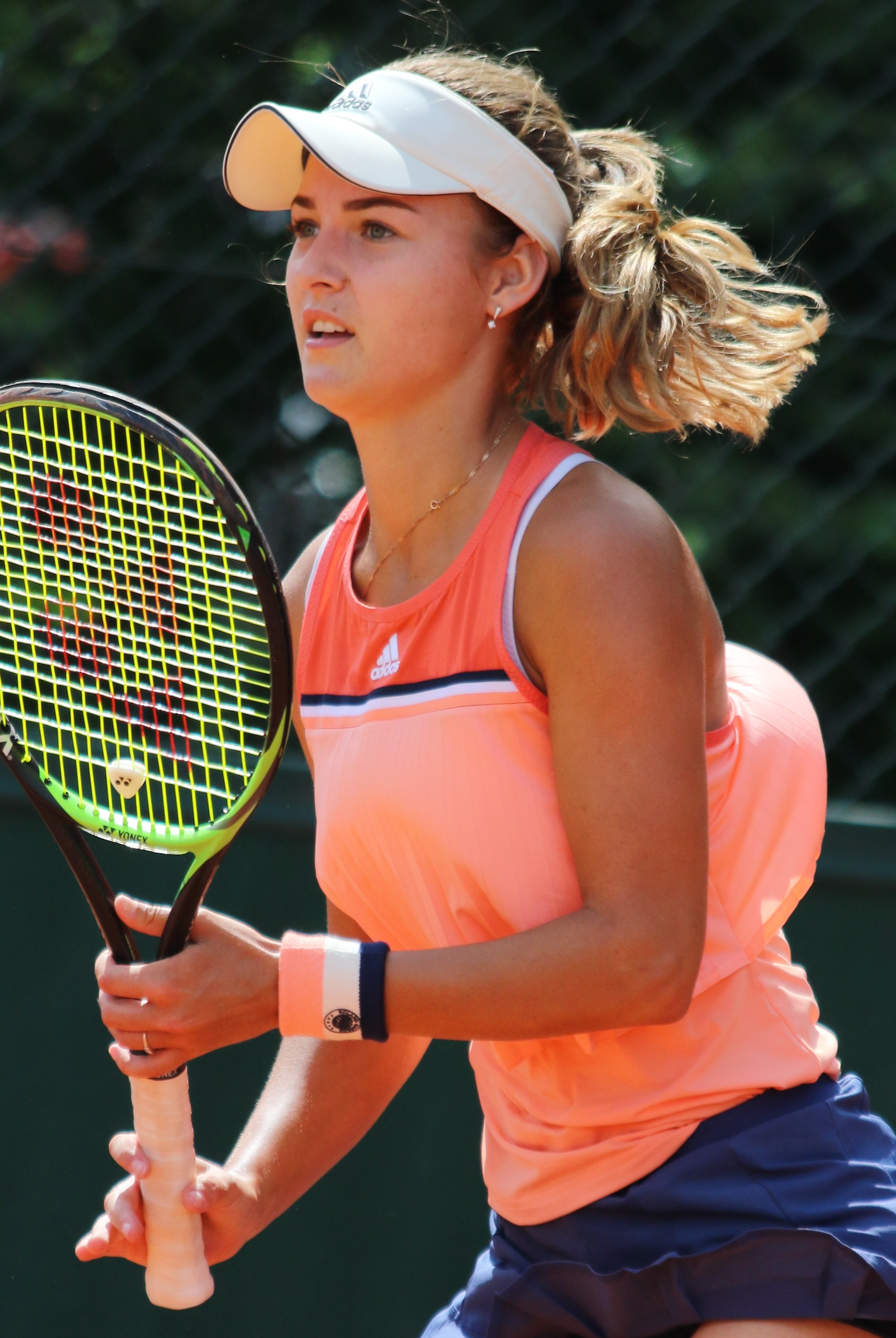
Kalinskaya agli Open di Francia 2018

Comincia l'anno disputando le qualificazioni all'Australian Open; riesce a passare i tre turni qualificatori battendo Zvonareva (6-2 2-6 6-0), Boserup (6-1 6-4) e Kerkhove (6-4 7-5), cogliendo il primo main draw slam della carriera. Al primo turno viene sconfitta dall'italiana Camila Giorgi, per 4-6 3-6. Non riesce a passare le qualificazioni né a San Pietroburgo né a Budapest. Viene chiamata in Fed Cup per giocare il match di gruppo II contro la Slovacchia; Kalinskaja perde il suo incontro da Magdalena Rybarikova, con lo score di 7-5 3-6 4-6. La Russia cede 4-1 alla nazionale slovacca. Centra poi la finale all'ITF di Shenzhen, dove cede a Viktoria Kuzmova in due set. A Istanbul riesce a passare le qualificazioni battendo Ena Kajevic e Sara Sorribes Tormo; al primo turno viene sconfitta da Danka Kovinic in due set. Fallisce le qualificazioni a Praga e a Parigi, mentre a 'S-Hertogenbosch ha la possibilità di giocare nel tabellone principale grazie a una wild-card. Nella circostanza, cede a Kirsten Flipkens per 3-6 0-6. Non riesce a qualificarsi a Wimbledon, sconfitta nel turno decisivo da Tomova. Dopo due uscite premature a Gstaad e a Mosca (contro Kostova e Kasatkina), riesce a qualificarsi per il main draw degli US Open battendo Min, Minella e Brengle senza cedere set. Al primo turno, viene eliminata dalla nº 9 del mondo Julia Goerges (2-6 7-6(5) 2-6). A Tashkent, Linz e Mosca viene sconfitta al primo turno.
Termina l'anno al numero 169 del mondo.

### 2019: prima semifinale WTA e top-100; primo titolo WTA in doppio e prima finale Premier in doppio

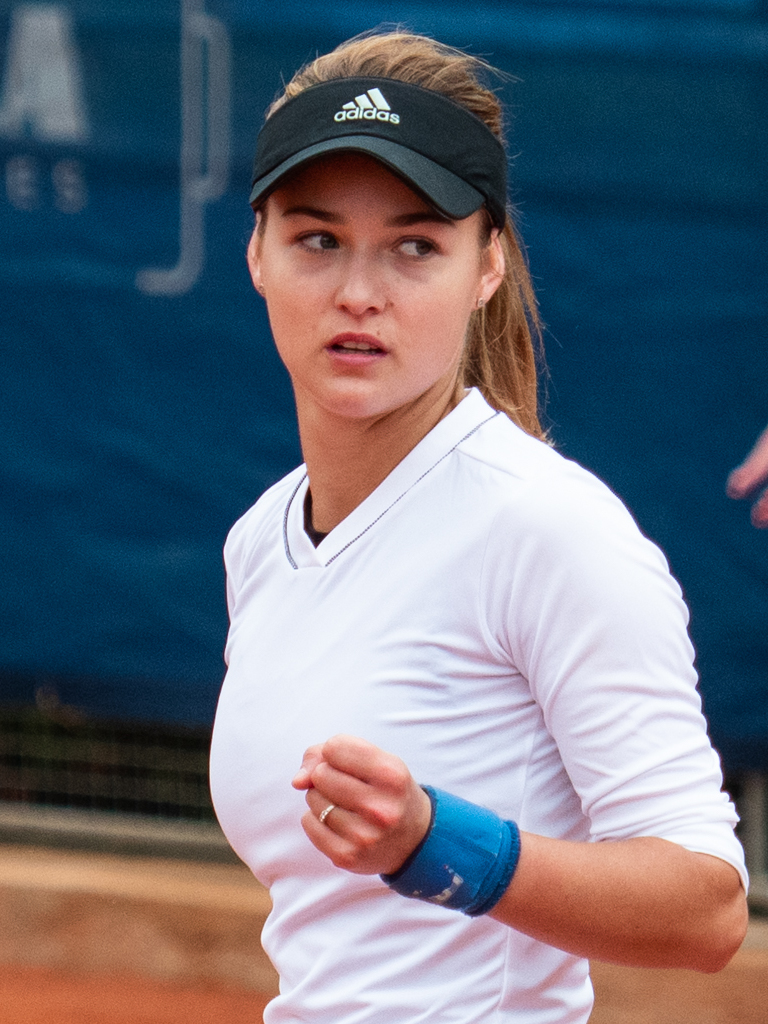
Kalinskaya agli Open di Praga 2019

Kalinskaja inizia l'anno vincendo l'ITF di Playford, battendo in finale Elena Rybakina per 6-4 6-4. Riesce a qualificarsi per il tabellone principale dell'Australian Open, eliminando Lemoine (6-1 7-6(14)), Diatchenko (doppio 6-2) e Lottner (7-6(3) 6-3); al primo turno viene sconfitta da Aryna Sabalenka in due set. Non riesce a qualificarsi a San Pietroburgo, arrendendosi all'ultimo turno contro Alexandrova. In doppio, assieme a Kuzmova, centra la prima finale WTA in doppio della carriera. Nella circostanza, la coppia russo-slovacca esce sconfitta dal match contro Gasparian/Makarova. Non riesce a qualificarsi nemmeno a Doha e a Budapest.
Nella stagione su terra, non centra nessun main draw (fuori subito a Parigi, eliminata al secondo turno a Stoccarda e Praga). Vince però l'ITF di Saint Gaudens, battendo in finale Ana Bogdan (6-3 6-4). A Praga, assieme a Viktoria Kuzmova, conquista il suo primo titolo WTA, battendo in finale la coppia Melichar/Peschke per 4-6 7-5 [10-7].
Su erba, riesce a passare le quali a 'S-Hertogenbosch (estromettendo Honcova e Lepchenko); al primo turno cede il passo a Natalia Viklyantseva. Non riesce a qualificarsi al main draw di Birmingham mentre a Wimbledon supera i tre turni qualificatori (contro Kostyuk, Mrdeza e Lottner) prima di venire battuta da Magda Linette in due set.
Al Citi Open riesce a passare le quali (eliminando Kukharchuk e Stollar). Nel tabellone principale, supera Nao Hibino e Monica Puig, centrando i primi quarti di finale WTA della carriera. Nei quarti batte Kiki Mladenovic per 6-4 4-6 6-2, riuscendo ad approdare alla prima semifinale nel circuito maggiore. Nella circostanza, perde da Jessica Pegula per 3-6 6-3 1-6. Continua il buon momento riuscendo a qualificarsi al main draw dello US Open; al primo turno riesce a battere la numero 10 del mondo e campionessa del 2017 Sloane Stephens, con lo score di 6-3 6-4. Per Anna è la 4° vittoria su una top-50 in carriera, la prima su una top-10. Al secondo turno, viene estromessa da Kristie Ahn con lo score di 2-6 3-6.
A Tashkent raggiunge il secondo quarto WTA stagionale: a differenza di quanto avvenuto a Washington, in questa circostanza non riesce ad accedere alla semifinale, cedendo a Katerina Zavatska. Gioca l'ultimo torneo annuale a Mosca, dove vince al primo turno su Anastasia Potapova (6-0 3-6 6-4) prima di cedere a Ekaterina Alexandrova in due netti parziali.
Termina l'anno al numero 100 del mondo. Durante la stagione (il 21 ottobre), raggiunge il best-ranking al numero 96 delle classifiche mondiali.

### 2020
Anna inizia l'anno disputando le qualificazioni dell'Australian Open; la russa batte Sara Errani (6-2 1-6 6-2), Laura Ioana Paar (6-4 7-6(3)) e Xinyu Wang (4-6 7-6(2) 6-2) e accede al tabellone principale, dove si arrende a Saisai Zheng per 2-6 3-6. In seguito, esce di scena al primo turno sia ad Acapulco (per mano di Tamara Zidansek) sia al WTA 125K di Indian Wells (eliminata da Arconada).
Dopo queste due uscite premature, Kalinskaja è costretta a una pausa forzata a causa della pandemia di COVID-19, che blocca il circuito WTA da marzo fino ad agosto.
La russa torna a giocare a Lexington, dove passa le qualificazioni (sconfiggendo Gleason e Arconada) prima di cedere a Jil Teichmann (futura finalista), per 2-6 5-7. In seguito, supera le qualificazioni anche al Western & Southern Open (estromettendo le romene Tig e Cirstea) ma esce di scena al primo turno contro Bouzkova in due set. Agli US Open, ottiene una vittoria al primo turno su Nina Stojanovic (6-4 6-3), tornando al secondo turno dello slam newyorkese. Nella circostanza, viene fermata da Karolina Muchova per 3-6 6(4)-7. Chiude la stagione giocando la stagione su terra (straordinariamente disputata a settembre): a Roma non passa le qualificazioni (battuta da Bolsova), mentre a Parigi esce di scena subito contro Eugenie Bouchard (4-6 4-6).
Termina l'anno al nº114 del mondo.

### 2021

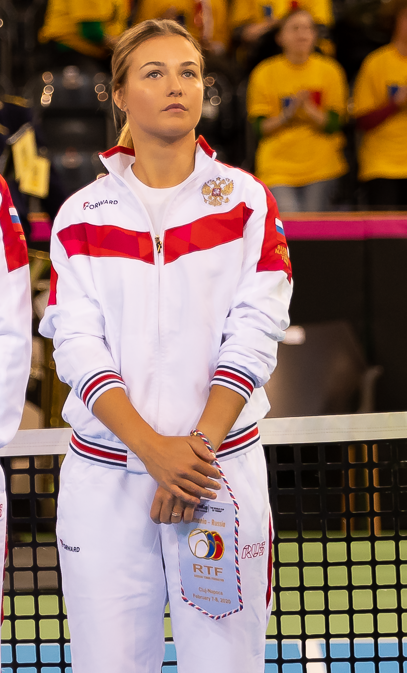
Kalinskaya alla 2020–21 Billie Jean King Cup contro la Romania

La russa inizia l'anno tentando le qualificazioni per l'Australian Open, dove è 6° testa di serie: batte Dalma Galfi in tre set prima di cedere a Clara Burel, non riuscendo a passare al tabellone principale; interrompe così a 5 la striscia consecutiva di main-draw slam a cui riesce a partecipare. A Guadalajara, perde all'esordio dalla futura vincitrice Leylah Fernandez (5-7 6-4 4-6). A Monterrey, passa le qualificazioni con due netti successi su Contreras Gomez e Arruabarrena; al primo turno, elimina la testa di serie nº2 Nadia Podoroska (6-4 6-4) per poi estromettere Nina Stojanović in due set; giunge così ai quarti di finale, evento che non le capitava da Tashkent 2019. Tra le ultime otto, Kalinskaja viene sconfitta da Golubic. A Miami, batte Irina-Camelia Begu e Petra Martić, giungendo al suo primo sedicesimo di finale in un WTA 1000: nella circostanza, viene fermata da Garbiñe Muguruza. La terra non è foriera di risultati positivi per la russa, che raccoglie due sconfitte all'esordio a Bogotà e Madrid e un secondo turno a Belgrado (dopo aver battuto Mladenovic, cede a Jani). Come successo a Melbourne, anche a Parigi non riesce a centrare il main-draw slam, perdendo in due set da Lottner. A Berlino, dà il via alla stagione su erba, venendo subito eliminata da Ekaterina Aleksandrova (3-6 2-6). A Wimbledon, riesce a passare le qualificazioni con le vittorie su Gálfi, de Vroome e Hon; al primo turno, viene rimontata da Camila Osorio Serrano (6-1 0-6 4-6). Dopo un primo turno a Budapest, non riesce a entrare nel tabellone principale dello US Open, fermandosi al secondo turno contro Grammatikopoulou. A Indian Wells, passa il tabellone cadetto grazie alle vittorie su Muhammad e Hon; al primo turno, supera la wild-card Liu, per poi battere la testa di serie nº28 Sorribes Tormo (6-3 4-6 6-2). Al terzo round, elimina la svizzera Golubic in rimonta, accedendo agli ottavi di un '1000' per la prima volta in carriera; nella circostanza, si arrende alla top-15 Ons Jabeur. A Courmayeur, si impone su Trevisan e Riske, approdando ai quarti, dove cede alla connazionale Samsonova (1-6 2-6).
Termina la stagione al nº110 del mondo.
In doppio, la russa vince il secondo titolo WTA a Portorož assieme alla slovacca Mihalíková. Con Kužmová, raggiunge la finale allo Yarra Valley Classic, dove cedono alle giapponesi Shibahara/Aoyama.

### 2022: 2° semifinale WTA e top-60 in singolare; 3º titolo WTA in doppio

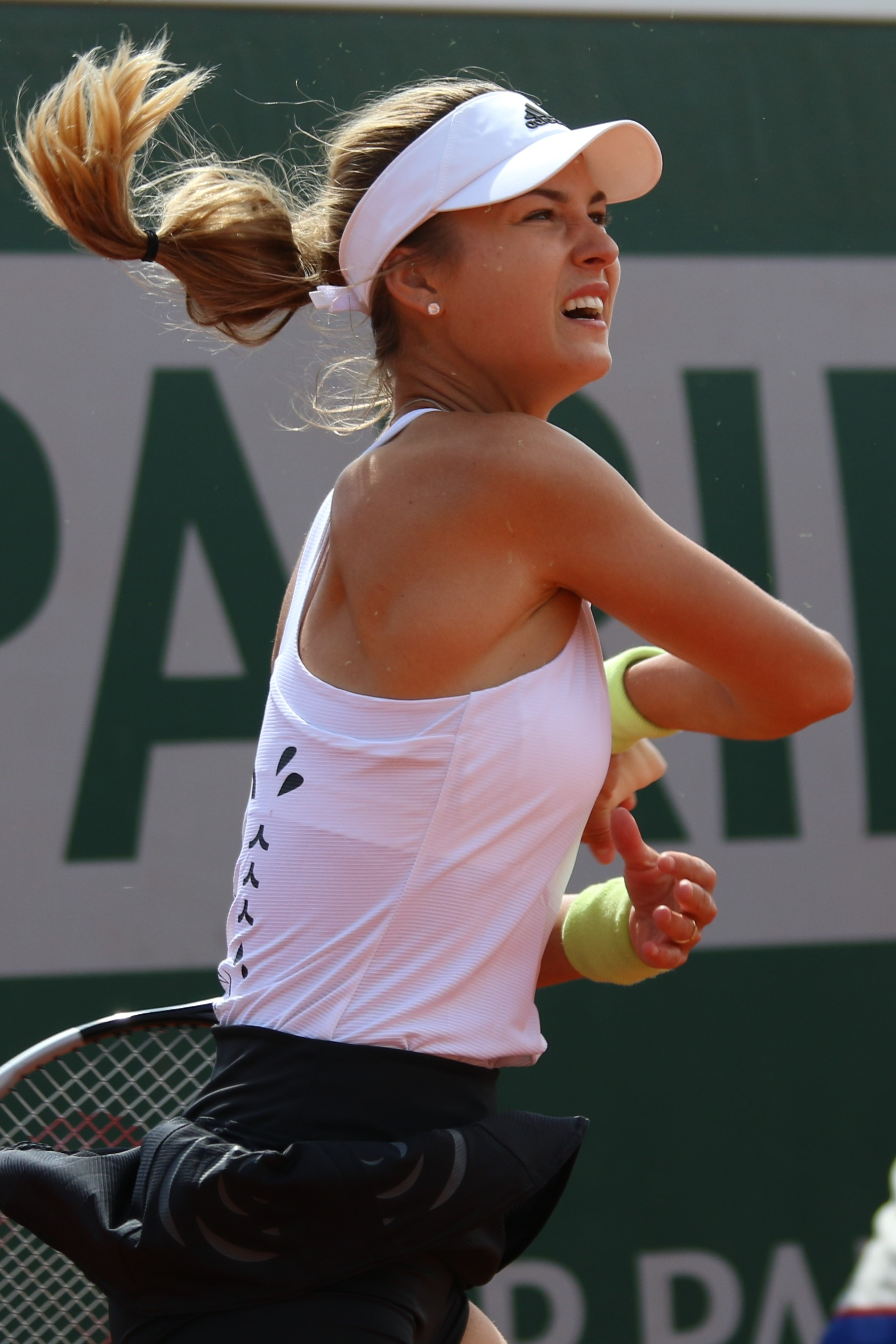
Kalinskaya agli Open di Francia 2022

Anna inizia l'anno al Melbourne Set Summer II, dove passa le qualificazioni prima di essere costretta al ritiro contro Kasatkina al primo turno. All'Australian Open non entra nel main-draw, battuta subito da Andrea Lázaro García. Dopo non aver centrato le qualificazioni per il '500' di San Pietroburgo, prende parte al torneo di Guadalajara: all'esordio, elimina la tds nº8 Qinwen Zheng in tre set; al secondo turno, si impone su un'altra cinese, Xinyu Wang, per 6-4 0-6 6-4. Ai quarti, lascia 5 giochi alla top-50 Camila Osorio, riuscendo a centrare la sua prima semifinale WTA dal 2019, la seconda in assoluto in carriera. Nel corso del match contro Sloane Stephens, sulla situazione di punteggio di un set pari, è costretta al ritiro. A Indian Wells viene eliminata da Qiang Wang; tuttavia, viene ripescata come lucky-loser: al primo turno, approfitta del ritiro di Harmony Tan. Al secondo turno, prevale su Alizé Cornet (6-4 0-6 6-2), approdando ai sedicesimi, dove si arrende a Sorana Cîrstea. A Miami riesce a passare il tabellone cadetto e ad accedere ai sedicesimi di finale, battendo Robin Montgomery e la nº8 del mondo Plíšková (6-3 6-3), centrando la seconda vittoria in carriera su una top-10. Nel match valevole per gli ottavi, non scende in campo contro Lucia Bronzetti. Sulla terra, esce subito di scena sia a Rabat che al Roland Garros. Su erba, si ferma al secondo turno sia a 'S-Hertogenbosch che a Berlino, mentre a Bad Homburg viene subito eliminata da Cornet. A seguito del ban imposto ai tennisti russi a Wimbledon a causa del conflitto russo-ucraino, torna in campo a Losanna, dove perde al secondo round dalla qualificata Danilović. Sul cemento americano, a Washington, dove raggiunse la sua prima semifinale WTA, centra i quarti, dove si arrende a Kaia Kanepi. Passa le quali a Cincinnati, per poi battere al primo turno Martina Trevisan; al secondo turno, è costretta al ritiro contro Aryna Sabalenka. Allo US Open, per la terza volta in carriera, vince il match di primo turno (contro Peterson), per poi cedere alla futura semifinalista Caroline Garcia (3-6 1-6). Nel WTA 500 di Guadalajara, batte l'ex nº2 del mondo Krejčíková (6-3 6-4) e poi, in tre set, Mertens e la nº11 del ranking Kasatkina, approdando al suo primo quarto di finale in un torneo di questo livello. Come verificatosi in altre 5 circostanze, è nuovamente costretta al ritiro durante il match, questa volta contro la ceca Bouzková.
Termina la stagione al nº58 del mondo, raggiungendo il best ranking al nº51 il 12 settembre.
In doppio, vince il suo primo titolo WTA 500 a San Pietroburgo con Caty McNally, battendo in finale Rosolska/Routliffe per [10-4] al super-tiebreak. Sempre con McNally, raggiunge anche l'ultimo atto a Washington, dove le due cedono a Pegula/Routliffe. Anche in doppio ottiene un best-ranking vicino alla top-50, attestandosi alla 53ª posizione.

### 2023: primo titolo WTA '125' in singolare
Ad Adelaide, passa le qualificazioni, per poi battere la top-20 Ostapenko al primo round; al secondo turno, cede il passo a Belinda Bencic. All'Australian Open, si arrende alla vice-campionessa in carica Danielle Collins dopo una battaglia di quasi tre ore (5-7 7-5 4-6). Dopo il secondo turno a Hua Hin, non passa il tabellone cadetto a Doha e Dubai. Ad Austin, la russa raggiunge il primo quarto WTA stagionale, battendo Hibino e Vandeweghe; tra le ultime otto, soccombe nuovamente a Collins. Nei '1000' di Indian Wells e Miami, Kalinskaja esce di scena al secondo turno, per mano di Plíšková in California e di Rybakina in Florida. Sulla terra, prende parte al '500' di Charleston: all'esordio, elimina la nº11 del seeding Anhelina Kalinina; al secondo round, prevale per 6-2 al terzo set su Alizé Cornet. Agli ottavi, si impone sull'ex numero 1 del mondo Azaranka, approdando ai quarto di un torneo di questa caratura per la seconda volta in carriera. Nella circostanza, è costretta al ritiro contro la futura campionessa Ons Jabeur. A Roma, elimina la wild-card Fruhvirtová e poi la nº7 del mondo Elena Rybakina, centrando la terza vittoria in carriera su una top-10. Agli ottavi, si arrende a Petra Martić. Anche a Madrid giunge agli ottavi, dove è costretta nuovamente al ritiro, questa volta contro Rybakina.
A causa dei numerosi infortuni, si prende un periodo di pausa e torna in campo allo US Open: all'esordio, si impone su Siniaková, prima di cedere a Cîrstea. A Osaka, centra il terzo quarto di finale del 2023, sconfiggendo Niemeier e Dart; tra le ultime otto, soccombe alla futura campionessa del torneo Ashlyn Krueger. Termina l'anno con due ottimi risultati nel circuito WTA '125': a Tampico, raggiunge la sua prima finale di categoria, dove si arrende a Emina Bektas; la settimana successiva, a Midland, la russa vince il suo primo titolo '125', battendo in finale Jana Fett, per 7-5 6-4. Chiude il 2023 al nº77 del mondo.
In doppio, la russa raggiunge una sola finale a Osaka assieme a Putinceva: nella circostanza, le due perdono da Kičenok/Friedsam in due set.

### 2024: quarti di finale a Melbourne, prime finali WTA in singolare e top-20
Dopo un secondo turno a Brisbane e Adelaide, Kalinskaja prende parte all'Australian Open, dove non aveva mai vinto un match nel tabellone principale: batte all'esordio Katie Volynets. Al secondo round, si impone su Arantxa Rus (6-1 7-5), approdando per la prima volta in carriera ad un terzo turno slam. Nella circostanza, supera in rimonta Sloane Stephens con lo score di 6(8)-7 6-1 6-4, accedendo agli ottavi di finale. Sconfiggendo la numero 26 del seeding Jasmine Paolini per 6-4 6-2, Kalinskaja si qualifica per il suo primo quarto di finale a livello major. Nella sfida valevole per la semifinale, la russa viene eliminata dalla futura finalista Zheng Qinwen, con il punteggio di 7-6(4) 3-6 1-6.
Dopo un'uscita all'esordio contro Karolína Plíšková a Doha, prende parte al 1000 di Dubai: dopo aver passato le qualificazioni battendo in due set Masarova e Rachimova, nel main-draw elimina la qualificata Storm Hunter e poi la lucky loser Cristina Bucșa, accedendo agli ottavi. Nella circostanza, estromette la top 10 Jeļena Ostapenko per 6-4 7-5, giungendo così nei quarti. Tra le ultime otto, ottiene la sua prima vittoria in carriera su una top 5, superando Coco Gauff in rimonta (2-6 6-4 6-2) e accedendo alla sua prima semifinale stagionale: non ne raggiungeva una nel circuito maggiore dal febbraio 2022. Nel penultimo atto, sfida la numero uno del mondo Iga Świątek: Kalinskaja si impone con un duplice 6-4 sulla polacca, raggiungendo così la sua prima finale WTA in assoluto nel singolare. Nel match valevole per il titolo, è opposta per la seconda volta in stagione a Jasmine Paolini: questa volta, la russa esce sconfitta dopo un match tirato, terminato con il punteggio di 6-4 5-7 5-7, dopo aver servito per l'incontro senza successo sia nel secondo che nel terzo parziale. Grazie a questo risultato, Kalinskaja fa il suo ingresso in top-30, issandosi al nº24 del mondo come suo nuovo best-ranking.
A Indian Wells è nuovamente Paolini a sbarrarle la strada, questa volta al terzo turno. A Miami, raggiunge agevolmente gli ottavi, battendo la top-10 Ostapenko al terzo turno (6-3 6-1); prima della sfida contro Maria Sakkarī, è costretta al walkover.
Sulla terra, non arrivano risultati di particolare rilievo: coglie al massimo il terzo turno a Roma, perdendo da Svitolina in due set. Al Roland Garros, per la prima volta testa di serie in uno slam, viene eliminata al secondo turno da Bianca Andreescu.
Su erba, Kalinskaja prende parte al torneo di Berlino: vincendo su Hibino e Azaranka e approfittando dei ritiri di Vondroušová e Sabalenka, la russa ottiene la seconda finale WTA della stagione, la prima di livello '500'. Nel match valevole per il titolo, si arrende alla top-5 Jessica Pegula con il punteggio di 7-6(0) 4-6 6(3)-7, non convertendo ben sei championship points. Grazie al risultato, Anna sale di 7 posizioni in classifica, irrompendo nella top-20 alla 17ª piazza. Il 12 agosto raggiunge la 15ª posizione, suo nuovo best-ranking.

## Vita privata
In passato è stata fidanzata prima di Nick Kyrgios, poi di  Jannik Sinner. Kalinskaja è tifosa di pallacanestro.

## Statistiche WTA

### Singolare

#### Sconfitte (3)
| Legenda              |
| -------------------- |
| Grande Slam (0)      |
| Argenti Olimpici (0) |
| WTA Finals (0)       |
| WTA Elite Trophy (0) |
| Dal 2021             |
| WTA 1000 (1)         |
| WTA 500 (2)          |
| WTA 250 (0)          |

| N. | Data             | Torneo                            | Superficie | Avversaria in finale | Punteggio           |
| 1. | 24 febbraio 2024 | Dubai Tennis Championships, Dubai | Cemento    | Jasmine Paolini      | 6–4, 5–7, 5–7       |
| 2. | 23 giugno 2024   | German Open, Berlino              | Erba       | Jessica Pegula       | 7–6(0), 4–6, 6(3)–7 |
| 3. | 27 luglio 2025   | Washington Open, Washington       | Cemento    | Leylah Fernandez     | 1-6, 2-6            |

### Doppio

#### Vittorie (4)
| Legenda               | Legenda      |
| --------------------- | ------------ |
| Grande Slam (0)       |              |
| Ori Olimpici (0)      |              |
| WTA Finals (0)        |              |
| WTA Elite Trophy (0)  |              |
| Dal 2009 al 2020      | Dal 2021     |
| Premier Mandatory (0) | WTA 1000 (1) |
| Premier 5 (0)         | WTA 1000 (1) |
| Premier (0)           | WTA 500 (1)  |
| International (1)     | WTA 250 (1)  |

| N. | Data              | Torneo                                        | Superficie  | Compagna          | Avversarie in finale                        | Punteggio             |
| 1. | 3 maggio 2019     | Prague Open, Praga                            | Terra rossa | Viktória Kužmová  | Nicole Melichar Květa Peschke               | 4-6, 7-5, [10-7]      |
| 2. | 19 settembre 2021 | Slovenia Open, Portorose                      | Cemento     | Tereza Mihalíková | Aleksandra Krunić Lesley Pattinama Kerkhove | 4-6, 6-2, [12-10]     |
| 3. | 13 febbraio 2022  | St. Petersburg Ladies Trophy, San Pietroburgo | Cemento (i) | Caty McNally      | Alicja Rosolska Erin Routliffe              | 6-3, 6(4)-7, [10-4]   |
| 4. | 4 maggio 2025     | Madrid Open, Madrid                           | Terra rossa | Sorana Cîrstea    | Veronika Kudermetova Elise Mertens          | 6(10)-7, 6-2, [12-10] |

#### Sconfitte (5)
| Legenda               | Legenda      |
| --------------------- | ------------ |
| Grande Slam (0)       |              |
| Argenti Olimpici (0)  |              |
| WTA Finals (0)        |              |
| WTA Elite Trophy (0)  |              |
| Dal 2009 al 2020      | Dal 2021     |
| Premier Mandatory (0) | WTA 1000 (0) |
| Premier 5 (0)         | WTA 1000 (0) |
| Premier (1)           | WTA 500 (2)  |
| International (0)     | WTA 250 (2)  |

| N. | Data              | Torneo                                        | Superficie  | Compagna         | Avversarie in finale                   | Punteggio         |
| 1. | 3 febbraio 2019   | St. Petersburg Ladies Trophy, San Pietroburgo | Cemento (i) | Viktória Kužmová | Margarita Gasparjan Ekaterina Makarova | 5-7, 5-7          |
| 2. | 6 febbraio 2021   | Yarra Valley Classic, Melbourne               | Cemento     | Viktória Kužmová | Shūko Aoyama Ena Shibahara             | 3-6, 4-6          |
| 3. | 6 agosto 2022     | Washington Open, Washington                   | Cemento     | Caty McNally     | Jessica Pegula Erin Routliffe          | 3-6, 7-5, [10-12] |
| 4. | 16 settembre 2023 | Japan Women's Open, Osaka                     | Cemento     | Julija Putinceva | Anna-Lena Friedsam Nadiia Kičenok      | 6(3)-7, 3-6       |
| 5. | 4 gennaio 2025    | Brisbane International, Brisbane              | Cemento     | Priscilla Hon    | Mirra Andreeva Diana Šnajder           | 6(6)-7, 5-7       |

## Circuito WTA 125

### Singolare

#### Vittorie (1)
| N. | Data            | Torneo                          | Superficie  | Avversaria in finale | Punteggio |
| 1. | 5 novembre 2023 | Midland Tennis Classic, Midland | Cemento (i) | Jana Fett            | 7-5, 6-4  |

#### Sconfitte (1)
| N. | Data            | Torneo                   | Superficie | Avversaria in finale | Punteggio        |
| 1. | 28 ottobre 2023 | Abierto Tampico, Tampico | Cemento    | Emina Bektas         | 3-6, 6-3, 6(3)-7 |

## Statistiche ITF

### Singolare

#### Vittorie (7)
| Torneo $100.000 (0) |
| Torneo $80.000 (0)  |
| Torneo $75.000 (0)  |
| Torneo $60.000 (1)  |
| Torneo $50.000 (0)  |
| Torneo $25.000 (5)  |
| Torneo $15.000 (0)  |
| Torneo $10.000 (1)  |

| N. | Data            | Torneo                                                                          | Superficie  | Avversaria in finale       | Punteggio     |
| 1. | 30 aprile 2016  | Shymkent Womens, Şımkent                                                        | Terra rossa | Ilona Kramen'              | 6-4, 6-2      |
| 2. | 11 giugno 2016  | Pavlov Cup, Minsk                                                               | Terra rossa | Vera Lapko                 | 6-4, 6-3      |
| 3. | 17 luglio 2016  | Schönbusch Open, Aschaffenburg                                                  | Terra rossa | Dalila Jakupovič           | 6-3, 2-6, 6-2 |
| 4. | 27 agosto 2016  | Sapronov-tennis Kharkiv Ladies Cup, Charkiv                                     | Terra rossa | Valentini Grammatikopoulou | 6-4, 1-6, 6-1 |
| 5. | 23 ottobre 2017 | Bom Sucesso Ladies Open, Óbidos                                                 | Sintetico   | Magdalena Fręch            | 6-3, 6-3      |
| 6. | 6 gennaio 2019  | City of Playford Tennis International, Città di Playford                        | Cemento     | Elena Rybakina             | 6-4, 6-4      |
| 7. | 19 maggio 2019  | Open International Féminin Midi-Pyrénées Saint-Gaudens Comminges, Saint-Gaudens | Terra rossa | Ana Bogdan                 | 6-3, 6-4      |

#### Sconfitte (8)
| Torneo $100.000 (0) |
| Torneo $80.000 (0)  |
| Torneo $75.000 (0)  |
| Torneo $60.000 (1)  |
| Torneo $50.000 (0)  |
| Torneo $25.000 (4)  |
| Torneo $15.000 (0)  |
| Torneo $10.000 (3)  |

| N. | Data              | Torneo                                       | Superficie  | Avversaria in finale       | Punteggio      |
| 1. | 12 aprile 2015    | GD Tennis Academy, Adalia                    | Cemento     | Lu Jiajing                 | 2–6, 0–6       |
| 2. | 22 novembre 2015  | ITF Women's Circuit El Kantaoui, El Kantaoui | Cemento     | Ema Burgić Bucko           | w/o            |
| 3. | 2 aprile 2016     | Bahrain Women's Circuit, Manama              | Cemento     | Tereza Mihalíková          | 5–7, 1–6       |
| 4. | 18 giugno 2016    | Pavlov Cup, Minsk                            | Terra rossa | Valentini Grammatikopoulou | 3–6, 1–4, rit. |
| 5. | 7 agosto 2016     | Plzeň Open, Plzeň                            | Terra rossa | Natal'ja Vichljanceva      | 1–6, 3–6       |
| 6. | 12 novembre 2016  | Pavlov Cup, Minsk                            | Cemento (i) | Anastasija Frolova         | w/o            |
| 7. | 17 settembre 2017 | Batumi Open, Batumi                          | Cemento     | Nigina Abduraimova         | 6–3, 4–6, 3–6  |
| 8. | 18 marzo 2018     | Pingshan Open, Shenzhen                      | Cemento     | Viktória Kužmová           | 5–7, 3–6       |

### Doppio

#### Vittorie (9)
| Torneo $100.000 (1) |
| Torneo $80.000 (0)  |
| Torneo $75.000 (0)  |
| Torneo $60.000 (2)  |
| Torneo $50.000 (0)  |
| Torneo $25.000 (5)  |
| Torneo $15.000 (0)  |
| Torneo $10.000 (1)  |

| N. | Data             | Torneo                                          | Superficie  | Compagna                   | Avversarie in finale                         | Punteggio           |
| 1. | 31 gennaio 2015  | City Of Surprise Women's Open, Sunrise          | Terra verde | Katerina Stewart           | Paula Cristina Gonçalves Beatriz Haddad Maia | 7–6(6), 5–7, [10–6] |
| 2. | 1º aprile 2016   | Bahrain Women's Circuit, Manama                 | Cemento     | Tereza Mihalíková          | Katharina Hering Kimberley Zimmermann        | 7-5, 6-3            |
| 3. | 15 maggio 2016   | Empire Trnava Cup, Trnava                       | Terra rossa | Tereza Mihalíková          | Evgenija Rodina Anastasija Sevastova         | 6-1, 7-6(4)         |
| 4. | 17 giugno 2016   | Pavlov Cup, Minsk                               | Terra rossa | Valentini Grammatikopoulou | Ulrikke Eikeri Laura Pigossi                 | 4-6, 6-1, [10-2]    |
| 5. | 24 giugno 2016   | Darmstadt Tennis International, Darmstadt       | Terra rossa | Valentini Grammatikopoulou | Anita Husaric Dalila Jakupovič               | 6-4, 6-1            |
| 6. | 11 novembre 2016 | Pavlov Cup, Minsk                               | Cemento (i) | Nika Shytkouskaya          | Ilona Kramen' Vera Lapko                     | 6-2, 6-3            |
| 7. | 6 agosto 2017    | Knoll Open, Bad Saulgau                         | Terra rossa | İpek Soylu                 | Nicoleta Dascălu Cristina Dinu               | 6-2, 6-2            |
| 8. | 17 marzo 2018    | Pingshan Open, Shenzhen                         | Cemento     | Viktória Kužmová           | Danka Kovinić Wang Xinyu                     | 6-4, 1-6, [10-7]    |
| 9. | 31 marzo 2018    | Open GDF Suez Seine-et-Marne, Croissy-Beaubourg | Cemento (i) | Viktória Kužmová           | Petra Krejsová Jesika Malečková              | 7-6(5), 6-1         |

#### Sconfitte (1)
| Torneo $100.000 (0) |
| Torneo $80.000 (0)  |
| Torneo $75.000 (0)  |
| Torneo $60.000 (1)  |
| Torneo $50.000 (0)  |
| Torneo $25.000 (0)  |
| Torneo $15.000 (0)  |
| Torneo $10.000 (0)  |

| N. | Data           | Torneo                                                                          | Superficie  | Compagna       | Avversarie in finale                       | Punteggio |
| 1. | 18 maggio 2019 | Open International Féminin Midi-Pyrénées Saint-Gaudens Comminges, Saint-Gaudens | Terra rossa | Sofija Lansere | Martina Di Giuseppe Giulia Gatto-Monticone | 1–6, 1–6  |

## Grand Slam Junior

### Singolare

#### Sconfitte (1)
| Tornei del Grande Slam  |
| ----------------------- |
| Australian Open (0)     |
| Open di Francia (1)     |
| Torneo di Wimbledon (0) |
| US Open (0)             |

| N. | Data          | Torneo                  | Superficie  | Avversaria in finale | Punteggio |
| 1. | 6 giugno 2015 | Open di Francia, Parigi | Terra rossa | Paula Badosa Gibert  | 3-6, 3-6  |

### Doppio

#### Vittorie (1)
| Tornei del Grande Slam  |
| ----------------------- |
| Australian Open (1)     |
| Open di Francia (0)     |
| Torneo di Wimbledon (0) |
| US Open (0)             |

| N. | Data            | Torneo                     | Superficie | Compagna          | Avversaria in finale                   | Punteggio |
| 1. | 30 gennaio 2016 | Australian Open, Melbourne | Cemento    | Tereza Mihalíková | Dajana Jastrems'ka Anastasija Zaryc'ka | 6-1, 6-1  |

#### Sconfitte (1)
| Tornei del Grande Slam  |
| ----------------------- |
| Australian Open (0)     |
| Open di Francia (0)     |
| Torneo di Wimbledon (0) |
| US Open (1)             |

| N. | Data              | Torneo            | Superficie | Compagna            | Avversarie in finale                  | Punteggio |
| 1. | 12 settembre 2015 | US Open, New York | Cemento    | Anastasija Potapova | Viktória Kužmová Aleskandra Pospelova | 5-7, 2-6  |

## Statistiche contro giocatrici Top 10

### Testa a testa
Le tenniste in grassetto sono le giocatrici in attività. Nella tabella riportata sono segnati i migliori piazzamenti nella classifica mondiale WTA; le giocatrici possono aver occupato una posizione diversa al momento dell'incontro.
| Giocatrice                     | Vittorie–Sconfitte | V–S % | Cemento     | Terra rossa | Erba      | Ultimo incontro                                                 |
| Numero 1 del ranking mondiale  |                    |       |             |             |           |                                                                 |
| Simona Halep                   | 1–0                | 100%  | 1–0         | –           | –         | Vinto (7-5, 2-0 rit.) Citi Open 2022                            |
| Iga Świątek                    | 1–0                | 100%  | 1–0         | –           | –         | Vinto (6-4, 6-4) Dubai Duty Free Tennis Championships 2024      |
| Viktoryja Azaranka             | 2–1                | 67%   | 0–1         | 1–0         | 1–0       | Vinto (6-1, 6(3)-7, 6-1) ecoTrans Ladies Open 2024              |
| Aryna Sabalenka                | 2–3                | 40%   | 0–3         | 1–0         | 1–0       | Vinto (5-1 rit.) ecoTrans Ladies Open 2024                      |
| Karolína Plíšková              | 1–2                | 33%   | 1–2         | –           | –         | Perso (6-2, 6(3)-7, 4-6) Qatar TotalEnergies Open 2024          |
| Garbiñe Muguruza               | 0–1                | 0%    | 0–1         | –           | –         | Perso (6-4, 3-6, 4-6) Miami Open 2021                           |
| Numero 2 del ranking mondiale  |                    |       |             |             |           |                                                                 |
| Barbora Krejčíková             | 2–0                | 100%  | 2–0         | –           | –         | Vinto (7-5, 3-6, 7-5) Adelaide International 2024               |
| Vera Zvonarëva                 | 2–0                | 100%  | 2–0         | –           | –         | Vinto (6-1, 6-3) Engie Open de Seine-et-Marne 2018              |
| Coco Gauff                     | 1–0                | 100%  | 1–0         | –           | –         | Vinto (2-6, 6-4, 6-2) Dubai Duty Free Tennis Championships 2024 |
| Anett Kontaveit                | 0–1                | 0%    | –           | 0–1         | –         | Perso (4-6, 6-4, 4-6) Ladies Championship Gstaad 2017           |
| Paula Badosa                   | 0–1                | 0%    | 0–1         | –           | –         | Perso (3-6, 2-6) Cincinnati Open 2024                           |
| Ons Jabeur                     | 0–2                | 0%    | 0–1         | 0–1         | –         | Perso (0-6, 1-4 rit.) Credit One Charleston Open 2023           |
| Numero 3 del ranking mondiale  |                    |       |             |             |           |                                                                 |
| Sloane Stephens                | 2–1                | 67%   | 2–1         | –           | –         | Vinto (6(8)-7, 6-1, 6-4) Australian Open 2024                   |
| Elena Rybakina                 | 2–3                | 40%   | 1–1         | 1–1         | 0–1       | Perso (3-6, 0-3 rit.) Torneo di Wimbledon 2024                  |
| Maria Sakkarī                  | 0–1                | 0%    | 0–1         | –           | –         | Perso (2-6, 0-1 rit.) VTB Kremlin Cup 2021                      |
| Elina Svitolina                | 0–1                | 0%    | –           | 0–1         | –         | Perso (3-6, 3-6) Internazionali BNL d'Italia 2024               |
| Jessica Pegula                 | 0–2                | 0%    | 0–1         | –           | 0–1       | Perso (7-6(0), 4-6, 6(3)-7) ecoTrans Ladies Open 2024           |
| Numero 4 del ranking mondiale  |                    |       |             |             |           |                                                                 |
| Caroline Garcia                | 1–1                | 50%   | 1–1         | –           | –         | Perso (3-6, 1-6) US Open 2022                                   |
| Bianca Andreescu               | 0–1                | 0%    | –           | 0–1         | –         | Perso (6-1, 5-7, 3-6) Open di Francia 2024                      |
| Belinda Bencic                 | 0–3                | 0%    | 0–1         | –           | 0–2       | Perso (3-6, 3-6) Adelaide International 2 2023                  |
| Numero 5 del ranking mondiale  |                    |       |             |             |           |                                                                 |
| Jeļena Ostapenko               | 3–0                | 100%  | 3–0         | –           | –         | Vinto (6-3, 6-1) Miami Open 2024                                |
| Sara Errani                    | 1–1                | 50%   | 1–0         | 0–1         | –         | Perso (6(8)-7, 6-3, 2-6) Porsche Tennis Grand Prix 2024         |
| Jasmine Paolini                | 1–3                | 25%   | 1–3         | –           | –         | Perso (3-6, 6-3, 4-6) BNP Paribas Open 2024                     |
| Eugenie Bouchard               | 0–1                | 0%    | –           | 0–1         | –         | Perso (4-6, 4-6) Open di Francia 2020                           |
| Numero 9 del ranking mondiale  |                    |       |             |             |           |                                                                 |
| Markéta Vondroušová            | 1–0                | 100%  | –           | –           | 1–0       | Vinto (5-5 rit.) ecoTrans Ladies Open 2024                      |
| Numero 7 del ranking mondiale  |                    |       |             |             |           |                                                                 |
| Zheng Qinwen                   | 1–1                | 50%   | 1–1         | –           | –         | Perso (7-6(4), 3-6, 1-6) Australian Open 2024                   |
| Madison Keys                   | 0–1                | 0%    | –           | 0–1         | –         | Perso (3-6, 6-3, 4-6) Open di Francia 2022                      |
| Patty Schnyder                 | 0–1                | 0%    | 0–1         | –           | –         | Perso (6(2)-7, 3-6) Zhuhai Open 2017                            |
| Roberta Vinci                  | 0–1                | 0%    | 0–1         | –           | –         | Perso (6-3, 4-6, 6(3)-7) Hungarian Ladies Open 2018             |
| Danielle Collins               | 0–2                | 0%    | 0–2         | –           | –         | Perso (6-3, 2-6, 1-6) ATX Open 2023                             |
| Numero 8 del ranking mondiale  |                    |       |             |             |           |                                                                 |
| Emma Navarro                   | 1–0                | 100%  | 1–0         | –           | –         | Vinto (6-4, 7-6(3)) San Diego Open 2022                         |
| Dar'ja Kasatkina               | 1–4                | 20%   | 1–3         | 0–1         | –         | Perso (7-5, 4-6, 5-7) Adelaide International 2024               |
| Karolína Muchová               | 0–3                | 0%    | 0–3         | –           | –         | Perso (6-2, 2-6 3-6) Ningbo Open 2024                           |
| Numero 9 del ranking mondiale  |                    |       |             |             |           |                                                                 |
| CoCo Vandeweghe                | 1–0                | 100%  | 1–0         | –           | –         | Vinto (6-3, 6-1) ATX Open 2023                                  |
| Veronika Kudermetova           | 2–3                | 40%   | 2–2         | 0–1         | –         | Perso (6(8)-7, 6-4, 2-6) Chicago Fall Tennis Classic 2021       |
| Timea Bacsinszky               | 0–1                | 0%    | –           | 0–1         | –         | Perso (0-6, 4-6) Open de Cagnes-sur-Mer 2019                    |
| Julia Görges                   | 0–1                | 0%    | 0–1         | –           | –         | Perso (2-6, 7-6(5), 2-6) US Open 2018                           |
| Andrea Petković                | 0–1                | 0%    | 0–1         | –           | –         | Perso (3-6, 7-5, 2-6) St. Petersburg Ladies Trophy 2018         |
| Numero 10 del ranking mondiale |                    |       |             |             |           |                                                                 |
| Kristina Mladenovic            | 2–2                | 50%   | 1–2         | 1–0         | –         | Vinto (6-0, 7-6(6)) Serbia Open 2021                            |
| Totali                         | 31–50              | 38%   | 24–35 (41%) | 4–11 (27%)  | 3–4 (43%) | Aggiornato al 5 luglio 2024                                     |

### Vittorie contro giocatrici Top 10
| Stagione | 2019 | 2020 | 2021 | 2022 | 2023 | 2024 | 2025 | Totale |
| Vittorie | 1    | 0    | 0    | 1    | 1    | 7    | 3    | 13     |

| #    | Giocatrice           | Ranking | Evento                                   | Superficie  | Turno | Punteggio     | Rank. AKR |
| ---- | -------------------- | ------- | ---------------------------------------- | ----------- | ----- | ------------- | --------- |
| 2019 |                      |         |                                          |             |       |               |           |
| 1.   | Sloane Stephens      | 10      | US Open, New York                        | Cemento     | 1T    | 6-3, 6-4      | 127       |
| 2022 |                      |         |                                          |             |       |               |           |
| 2.   | Karolína Plíšková    | 8       | Miami Open, Miami Gardens                | Cemento     | 2T    | 6-3, 6-3      | 84        |
| 2023 |                      |         |                                          |             |       |               |           |
| 3.   | Elena Rybakina       | 7       | Madrid Open, Madrid                      | Terra rossa | 2T    | 7-5, 4-6, 6-2 | 62        |
| 2024 |                      |         |                                          |             |       |               |           |
| 4.   | Barbora Krejčiková   | 10      | Adelaide International, Adelaide         | Cemento     | 1T    | 7-5, 3-6, 7-5 | 75        |
| 5.   | Jeļena Ostapenko (1) | 9       | Dubai Tennis Championships, Dubai        | Cemento     | 3T    | 6-4, 7-5      | 40        |
| 6.   | Coco Gauff           | 3       | Dubai Tennis Championships, Dubai        | Cemento     | QF    | 2-6, 6-4, 6-2 | 40        |
| 7.   | Iga Świątek          | 1       | Dubai Tennis Championships, Dubai        | Cemento     | SF    | 6-4, 6-4      | 40        |
| 8.   | Jeļena Ostapenko (2) | 10      | Miami Open, Miami Gardens                | Cemento     | 3T    | 6-3, 6-1      | 25        |
| 9.   | Markéta Vondroušová  | 6       | German Open, Berlino                     | Erba        | 2T    | 5-5 rit.      | 24        |
| 10.  | Aryna Sabalenka      | 3       | German Open, Berlino                     | Erba        | QF    | 5-1 rit.      | 24        |
| 2025 |                      |         |                                          |             |       |               |           |
| 11.  | Madison Keys         | 5       | Charleston Open, Charleston              | Terra verde | 3T    | 6-4, 6-2      | 33        |
| 12.  | Jessica Pegula       | 3       | Internationaux de Strasbourg, Strasburgo | Terra rossa | 2T    | 4-6, 6-4, 6-2 | 30        |
| 13.  | Amanda Anisimova     | 8       | Cincinnati Open, Cincinnati              | Cemento     | 3T    | 7-5, 6-4      | 34        |